# Amt Mitteldithmarschen
Het Amt Mitteldithmarschen is een Amt in de Duitse deelstaat Sleeswijk-Holstein. Bestuurscentrum van het Amt in Dithmarschen is de stad Meldorf, een bijkantoor bevindt zich in Albersdorf.
Het Amt werd in 2008 gevormd uit de tot dan amtsvrije stad Meldorf en de voormalige Ämter Kirchspielslandgemeinde Albersdorf en Kirchspielslandgemeinde Meldorf-Land.

## Deelnemende gemeenten
1. Albersdorf
2. Arkebek
3. Bargenstedt
4. Barlt
5. Bunsoh
6. Busenwurth
7. Elpersbüttel
8. Epenwöhrden
9. Gudendorf
10. Immenstedt
11. Krumstedt
12. Meldorf, Stadt
13. Nindorf
14. Nordermeldorf
15. Odderade
16. Offenbüttel
17. Osterrade
18. Sarzbüttel
19. Schafstedt
20. Schrum
21. Tensbüttel-Röst
22. Wennbüttel
23. Windbergen
24. Wolmersdorf